# Aviser i Danmark

## Nutidige aviser

### Siden 2020
I perioden 2020-2022 har flere af de landsdækkende aviser på begyndt en øget digitalisering, som bl.a. har betydet at B.T. har nedlagt deres fysiske udgave af avisen.

### Danske aviser
Danmarks tre store dagblade Jyllands-Posten, Politiken og Berlingske udgives hvert i et oplag på omkring 100.000.
Det ene af de to store formiddagsblade Ekstra Bladet udgives fortsat i fysisk udgave.
Dagbladet Børsen udgives i over 73.000 eksemplarer (2011).
De mindre landsdækkende aviser Kristeligt Dagblad og Information udgives i henholdsvis cirka 27.000 og 22.000 eksemplarer.
De danske aviser modtager indirekte statsstøtte som del af mediestøtten.
Det sker gennem den såkaldte distributionsstøtte og momsfritagelse.
Puljen for distributionsstøtte er på cirka 340 millioner kroner i 2007 i "dagbladspuljen".
Aviser kan være afhængig af denne støtte.
For eksempel modtog Dagbladet Information 25 millioner kroner i distributionsstøtte svarende til en fjerdel af deres omsætning.

### Historie
Avisernes historie i Danmark går tilbage til 1634, hvor det første avisprivilegium blev udstedt, og dermed kom den første danske avis, der dog var skrevet på tysk, men ingen eksemplarer af denne avis er bevaret til nutiden. Den ældste bevarede avis skrevet på dansk er fra 1657 og havde navnet Ny Affvjser. Heri skrives blandt andet om svenskekongens angreb på Frederiksodde (nu Fredericia).
Ny Affvjser blev udgivet af bogtrykker Peder Morsing. Ved Morsings død et års tid efter udgivelsen overgik avisen først til enken og herefter til Henrik Gøde, der omdøbte avisen til Europäische wochentliche Zeitung.
Avisen Den Danske Mercurius, der var skrevet på vers, udkom månedligt fra 1. august 1666 til 1677, hvor dens udgiver, Anders Bording, døde. Den længstlevende danske avis er Berlingske Tidende, der blev stiftet i 1749. Dengang kom avisen to gange om ugen, og fra 1841 udkom den dagligt.

## Landsdækkende aviser
| Titel                 | Format       | Grundlagt | Ejer                         | Chefredaktør                     | Oplagstal (2. halvår 2022 | Læsertal (helår 2019/2020) [6] | Politisk orientering |
| --------------------- | ------------ | --------- | ---------------------------- | -------------------------------- | ------------------------- | ------------------------------ | -------------------- |
| Politiken             | Omnibusavis  | 1884      | JP/Politikens Hus            | Christian Jensen                 | 88.000                    | 522.000                        | Centrum-venstre      |
| Berlingske            | Omnibusavis  | 1749      | Berlingske Media             | Tom jensen & Pierre Collignon[7] | 76.000                    | 319.000                        | Centrum-højre        |
| Jyllands-Posten       | Omnibusavis  | 1871      | JP/Politikens Hus            | Marchen Neel Gjertsen            | 83.000                    | 374.000                        | Centrum-højre        |
| Ekstra Bladet         | Tabloidavis  | 1904      | JP/Politikens Hus            | Knud Brix                        | 50.000                    | 275.000                        |                      |
| B.T.                  | Digital avis | 1916      | Berlingske Media             | Pernille Holbøll                 | 51.000                    | 523.000                        | Centrum-højre[8]     |
| Dagbladet Børsen      | Nicheavis    | 1884      | Bonnier AB/JP/Politikens Hus | Bjarne Corydon                   | 57.000                    | 224.000                        | Centrum-højre        |
| Dagbladet Information | Nicheavis    | 1945      | A/S Dagbladet Information    | Rune Lykkeberg                   | 19.000                    | 175.000                        | Centrum-venstre      |
| Kristeligt Dagblad    | Nicheavis    | 1896      | Kristeligt Dagblad A/S       | Jeppe Duvå                       | 24.000                    | 207.000                        | Centrum-højre        |
| Dagbladet Arbejderen  | Nicheavis    | 1982      | Kommunistisk Parti           | Anders Sørensen                  |                           |                                | Kommunistisk         |
| Weekendavisen         | Broadsheet   | 1971      | Berlingske Media             | Martin Krasnik                   |                           | 213.000                        | Centrum-højre        |
| Avisen Danmark        |              | 2016      | Jysk Fynske Medier           | Daniel Bach Nielsen              |                           |                                |                      | I de seneste år har flere aviser øget digitaliseringen af deres aviser. Bl.a. har B.T. lukket papirudgaven fuldstændigt ned pr 1. januar 2023.

## Aviser på Færøerne før 1948
- Dimmalætting, udkom første gang i 1877. Indtil 1910 blev den kun skrevet på dansk. Fra 1910 til 1947 på både dansk og færøsk. Siden 1947 har sproget været færøsk. Indtil 1995 tilhørte Dimmalætting det politiske parti Sambandsflokkurin, der er et højreorienteret, republikansk parti, der ønsker tæt tilknytning til Danmark. Pr. 2017 udkommer avisen en gang om ugen.
- Sosialurin, udkom første gang den 24. maj 1927 under titlen Føroya Social Demokrat. Den udkommer pr. 2017 tre gange om ugen. Har altid været skrevet på færøsk. Tilhørte det færøske Socialdemokrati, Javnaðarflokkurin, indtil 2006.
- Norðlýsið, grundlagt 16. april 1915.
- Tingakrossur udkom fra 1901 - 1990, skrevet på færøsk. Tilhørte det politiske parti Sjálvstýrisflokkurin.
- Dúgvan, udkom 1894 til 1928. Skrevet på dansk. En avis med samme navn og formål udkom igen fra 1941 til 1942, denne gang på færøsk.
- Føringatíðindi, udkom fra 1890 til 1901 og igen fra januar til februar 1906. Det var den første avis der var skrevet på færøsk.
- Dagblaðið udkom på færøsk fra 1935-94 og 1997-2003. Avisen blev grundlagt som talerør for Vinnuflokkurin (Erhvervspartiet). Da det i 1940 indgik i det nystiftede Fólkaflokkurin overgik avisen til at støtte dette konservative parti.